# Olivardó
L'olivardó o salvió (Dittrichia graveolens, abans Inula graveolens) és una planta anual de la família Asteraceae. L'olivarda (Dittrichia viscosa) és una espècie molt semblant però de port més gran amb les flors i les fulles més grans. Les espècies del gènere Ínula són totes molt similars a les del gènere Dittrichia.

## Morfologia
L'olivardó és molt semblant a l'olivarda, però creix amb la tija ramificada no llenyosa. Té fulles amplexicaules, lineals i més petites que les de l'olivarda. Les fulles són densament piloses, sèssils i estretament lanceolades. La mata té un aspecte més estrafolari que les mates d'olivarda. És una planta aromàtica que emet una olor particular que recorda a la càmfora, deguda a una resina que fa que tota la planta sigui enganxosa al tacte. Algunes persones consideren desagradables tant l'olor com la viscositat d'aquesta planta. L'olivardó floreix d'agost a octubre. Les flors són una inflorescència de tipus capítol de color groc amb un xic de tonalitat violàcia. Les flors són més petites que les de l'olivarda. Els fruits formen un papus o plomall. Aquesta planta conté un oli tòxic que pot causar dermatitis, diarrea i enteritis.

## Distribució i hàbitat
L'olivardó es trobava originalment a les illes occidentals del Mediterrani, com les Illes Balears i Còrsega. Es va estendre al País Valencià i el Principat en els darrers segles. Actualment s'ha estés als Estats Units on es considera una mala herba i una planta invasora. Aquesta planta creix als camps incultes, erms, clars de bosc i vores de camins.